# Big Fish Games
Big Fish Games є ігровою компанією, що базується в Сіетлі, штат Вашингтон, США. Компанія є розробником і дистриб'ютором казуальних ігор для комп'ютерів і мобільних пристроїв.

## Історія
Компанія була заснована Полом Телень у 2002 році з $ 10000. У 2009 році вона оголосила про відкриття своєї нової європейської штаб-квартири в Корк, Ірландія. ВВВ не оцінює його через те "в процесі реагування на раніше закриті скарги».
У серпні 2013 року компанія оголосила про закриття своїх хмарних послуг гри, студії і Корк офісів Ванкувер.
З 12 листопада 2014 року компанія була придбана компанією Churchill Downs Incorporated, за $ 885 млн. Це в першу чергу беруть участь у сфері грального бізнесу, а також є власником кількох великих іподрому, в тому числі і Churchill Downs.

## Big Fish Studios
Big Fish Studios є внутрішньою студією розробки, яка публікує оригінальні назви щороку через Big Fish Games. Багато з цих ігор розробляються з використанням власного фірмового ігрового рушія, який підтримує як DirectX і OpenGL.
Ігри, розроблені Big Fish Studios включають в себе:
- Mystery Case Files: Huntsville
- Mystery Case Files: Prime Suspects
- Mystic Inn
- Hidden Expedition: Titanic
- Mystery Case Files: Ravenhearst
- Hidden Expedition: Everest
- Mystery Case Files: Madame Fate
- Mystery in London
- Hidden Expedition: Amazon
- Mystery Case Files: Return to Ravenhearst
- Drawn: The Painted Tower
- Mystery Case Files: Dire Grove
- Drawn: Dark Flight
- Mystery Case Files: 13th Skull
- Mystery Case Files: The Malgrave Incident
- Enigmatis: The Ghosts of Maple Creek
- Drawn: Trail of Shadows
- Hidden Expedition - The Uncharted Islands
- Mystery Case Files: Escape from Ravenhearst
- Fairway Solitaire HD
- Mystery Case Files: Shadow Lake
- Fetch
- Mystery Case Files: Fate's Carnival

## Онлайн Ігри
Компанія увійшла в браузерні ігри з придбанням ігрового сайту Ion Thunder у 2007 році; служба була перейменована в Atlantis після придбання. Сервіс, який пізніше був перероблений у Big Sea Games у 2009 році, була закрита у 2010 році в рамках зміни компанії від традиційних онлайн-ігор для соціальних ігор на Facebook і мобільних додатків.